# Nazaré (Bahía)
Nazaré es un municipio brasileño del estado de Bahía. Se localiza a una latitud 13º02'06" sur y a una longitud 39º00'52" oeste, estando a una altitud de 39 metros. Su población estimada en 2004 era de 81 233 habitantes. Posee un área de 257,372 km².